# عزلة وادي عصام (إب)

تعديل مصدري - تعديل

عزلة وادي عصام هي إحدى عزل مديرية السدة في محافظة إب اليمنية ويبلغ تعداد سكانها 5630 نسمة حسب التعداد السكاني في اليمن لعام 2004.

## روابط خارجية
- الجهاز المركزي للإحصاء بالجمهورية اليمنية
- المركز الوطني للمعلومات باليمن
- الدليل الشامل